# Монжоффруа (замок)

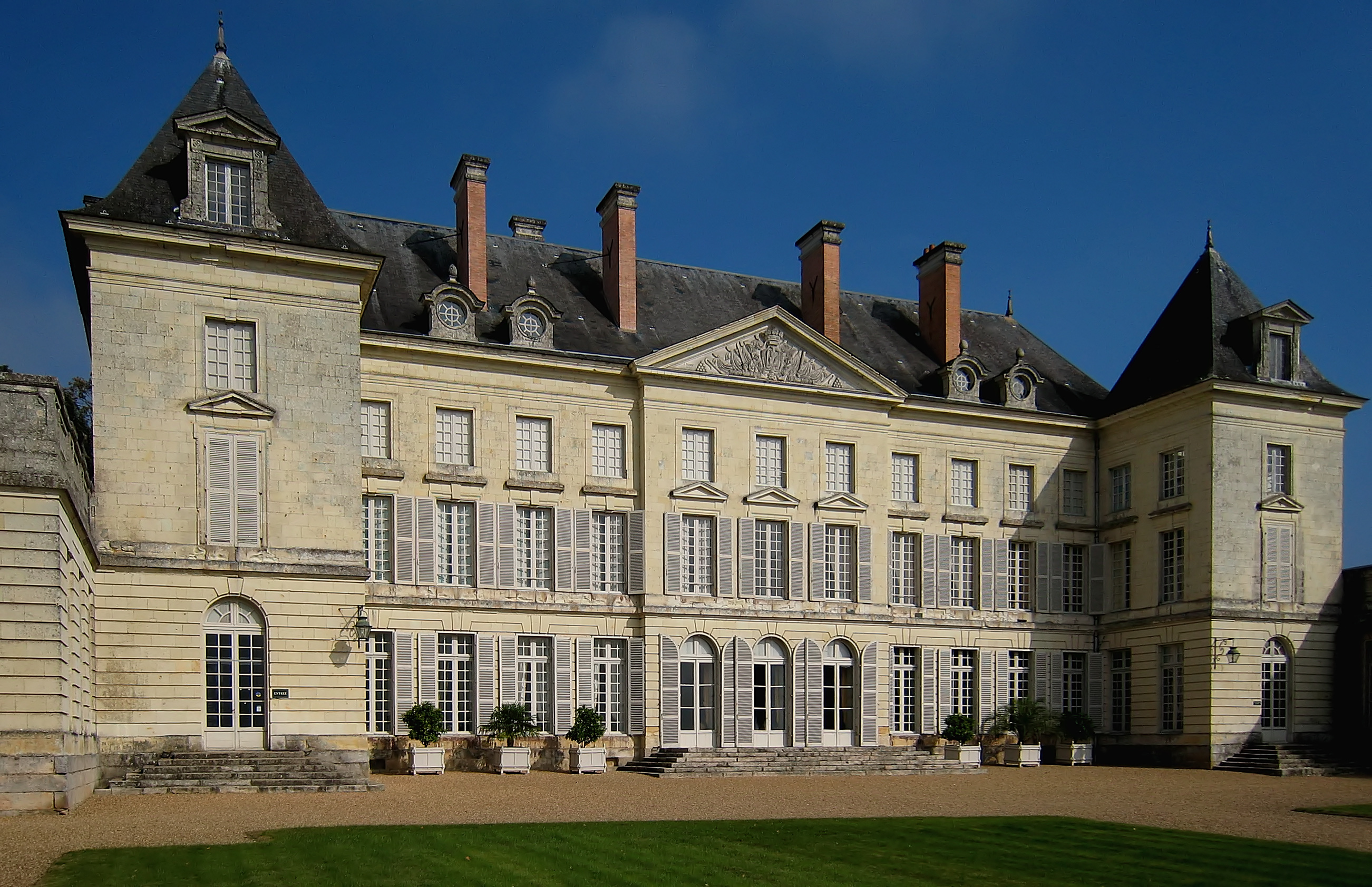

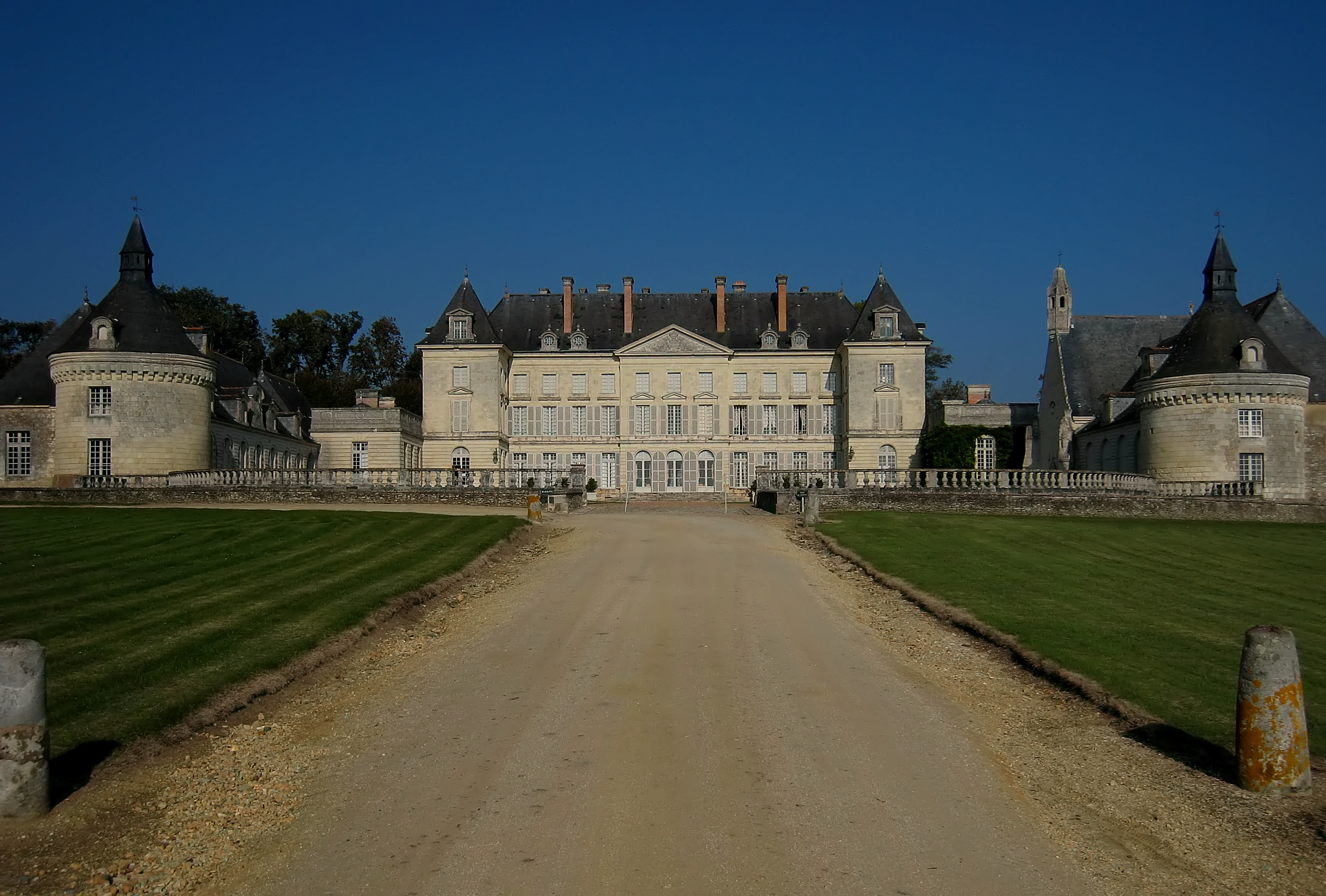
Головне крило замку

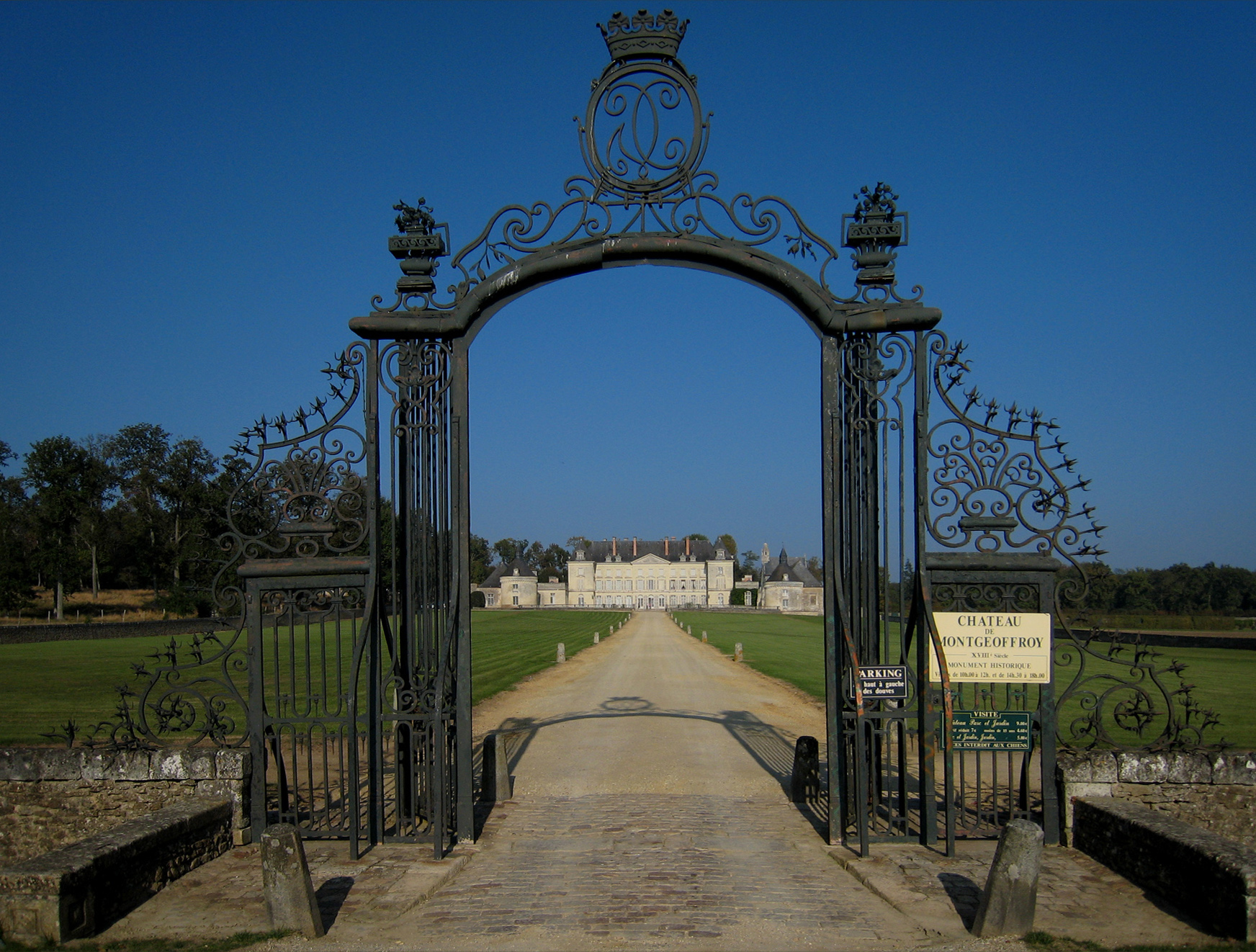
Брама та головний заїзд

Монжоффруа́ (фр. Château de Montgeoffroy) — садиба маршала Контада в Мазе (долині річки Луари, департамент Мен і Луара). Садибний будинок у Монжоффруа був побудований у вигляді підкови. Сучасного вигляду набув наприкінці XVIII століття. Монжоффруа — один з трьох луарських замків, які зберегли оригінальний інтер'єр та оздоблення.

## Історія
Луї Жорж Еразм де Контад був фельдмаршалом та правителем Ельзасу, у 68 років він відійшов від справ і вирішив переїхати до своєї родинної садиби на березі Луари. 1772 року за планами паризького архітектора Жана Бенуа Венсена Барре на землях, придбаних родиною де Контада ще 1676 року, почалося будівництво замку. З попередньої будови в новий замок було інтегровано замкову каплицю та дві круглі башти. Будівництво тривало до 1776 року. За будівництвом ретельно наглядав старший син фельдмаршала, який залишив детальні нотатки про перебіг робіт. З цих нотаток можна довідатися про те, звідки брався матеріал для будівництва, як організовувалося його перевезення. Більшість будівничих були місцевими, а з транспортом допомагали селяни, що жили по сусідству.

## Архітектура
Головна будівля садиби витримана в класицистичному стилі. Єдиною прикрасою на фасаді будівлі є родинний герб Контада. Будівля має бав коротких бокових флігелі та два павільйони, які поєднують замок зі стайнями, каретною та капелою.
Каплиця, що збереглася від попередньої забудови, датується 1543 роком. Її було споруджено для аристократа Гійома де ла Грандьєра. Зберігся оригінальний вітраж на тему поклоніння волхвів. У стайні представлена колекція старовинних повозів та карет. У круглій башті знаходиться приміщення з колекцією сідел.
Два критих павільйони та витончена кована брама поєднині парканом, який відділяє зе́млі помістя від території замку. У минулому від замку відходили три алеї.

## Інтер'єр
Садиба досі належить родині Кондат. Житлові приміщення розташовані на першому поверсі. Репрезентативні кімнати з головним салоном знаходяться з південного боку (виходять вікнами на двір). Жіночі кімнати разом з овальною їдальнею виходить вікнами в парк. Оздоблення кімнат та інтер'єри, тобто каміни, люстри, позолочені бронзові ліхтарі, м'які меблі, столики, настінний годинник, барометр, вже вказані в інвентарі замку за 1775 рік.

## Ресурси Інтернету
- Вікісховище має мультимедійні дані за темою: Монжоффруа (замок)
- Опис і історія (фр.)

47°28′8″ пн. ш. 0°16′35″ зх. д. / 47.46889° пн. ш. 0.27639° зх. д.